# J'attendais
J'attendais è una canzone della cantante canadese Céline Dion, tratta dall'album francese D'eux (1995). Il brano è stato scritto da Jean-Jacques Goldman ed è stato pubblicato in Francia e Belgio nel giugno 1997 come singolo promozionale dell'album Live à Paris (1996).

## Contenuti e successo commerciale
In Francia e in Belgio J'attendais fu pubblicato su CD insieme alla sua versione originale registrata in studio, inserita come traccia lato B.
Per il singolo fu realizzato un videoclip musicale, tratto dal concerto della Dion tenutosi al Teatro Zenith di Parigi nell'ottobre 1995 durante il D'eux Tour. Il videoclip è stato inserito sul DVD Live à Paris.
Il singolo raggiunse la posizione numero 46 della classifica francese otto mesi dopo il debutto dell'album Live à Paris. La versione in studio di J'attendais è disponibile sull'album in francese della Dion, D'eux, pubblicato nel 1995. Quest'ultimo vendette solo in Francia oltre 4 milioni di copie diventando il più venduto di sempre. 
Il singolo raggiunse anche la classifica dei singoli più venduti in Belgio Vallonia, raggiungendo la 22ª posizione.

## Formati e tracce
CD Singolo (Francia; Belgio) (Columbia: COL 664305 1)
1. J'attendais (Live) – 4:58 (Jean-Jacques Goldman)
2. J'attendais (Album Version) – 4:24 (Goldman)

LP Singolo Promo 12" (Canada) (Columbia: SAMPMS 4204)
1. J'attendais (Album Version) – 4:24 (Goldman)
2. J'attendais (Live) – 4:58 (Goldman)

## Classifiche
| Classifica                    | Posizione massima raggiunta |
| ----------------------------- | --------------------------- |
| Belgio Vallonia (Ultratop 50) | 22                          |
| Francia (SNEP)                | 46                          |

## Crediti e personale
Registrazione
- Registrato al Teatro Zenith di Parigi (FR)
- Mixato al Savage Sound/Studio Piccolo di Montréal (CA)

Personale
- Arrangiato da (Album Version) - Erick Benzi, Jean-Jacques Goldman
- Mixato da - Denis Savage
- Musica di - Jean-Jacques Goldman
- Produttore (Album Version) -  Erick Benzi, Jean-Jacques Goldman
- Produttore (Live Version) - Claude "Mego" Lemay
- Produttore esecutivo - Vito Luprano
- Testi di - Jean-Jacques Goldman
- Trasferimento digitale di - Vlado Meller